# Romantikens litteratur
Romantikens litteratur är den litterära epok som underordnas romantiken och i mångt och mycket var en motreaktion mot den tidigarevarande upplysningen.

## Bakgrund och tillkomst
Inom den svenska litteraturhistorien inleddes romantiken under 1790-talet, även om den tidigare Sturm und Drang-rörelsen i Tyskland kan ses som en förelöpare (främst Johann Wolfgang von Goethe och Friedrich Schiller). Inom engelsk litteraturhistoria används året 1798 som startpunkt, det året då Coleridge och Wordsworth publicerade sin diktsamling Lyrical ballads vilket blev början på det som inom engelsk litteraturhistoria kallas den första romantiska skolan. Thomas Carlyle utgav 1837 sitt trebandsverk om Franska Revolutionen, ett verk som hade alla romantikens karakteristika: målande personbeskrivning, stora känslor och ett poetiskt språk. I Tyskland märkes romantiska strömningar redan kring 1790-talets mitt. Men det är när en rad tyska författare, däribland Johann Gottlieb Fichte, Friedrich von Schelling, Ludwig Tieck, Friedrich Schlegel, August Wilhelm Schlegel och Novalis, vid seklets slut blev aktiva i Jena man kan tala om en skolbildning. Inom fransk litteratur skrev exilförfattare som flydde den franska revolutionen romantiska verk under 1790-talet, men det är inte förrän efter Napoleonkrigen och restaurationstiden, det vill säga under 1820-talet, som romantiken slog igenom i Frankrike.
Under romantiken blir romanen, diktsamlingen och inomhusdramat vanliga på bekostnad av verseposet. Den nya bokmarknaden skapar en ny sorts litteratur - marknaden gör publiken osynlig (till skillnad från tidigare, då poeten, vissångaren mötte sin publik öga mot öga).

## Epokens slutpunkt
Slutpunkten för den romantiska epoken är flytande. Som litteraturhistorisk period tar den slut under 1820-talet, men många romantiska drag finns kvar i litteraturen genom hela 1800-talet, till exempel intresset för nationellt ursprung och historia, nyfikenheten på det undermedvetna och förgudandet av konsten. Ett exempel är den våg av nationalromantik som drog fram genom Europa under slutet av 1800-talet. Inom populärkulturen, i till exempel gottköpsromaner och balladhäften, fanns de romantiska temana kvar men gick under de nedsättande benämningarna biedermeier eller kitsch.

## Genrer och teman
Romantikerna svärmade för medeltidens kultur, vilket kan tolkas som en flykt från samtidens politiska besvikelser. Gotiska katedraler och borgruiner blev vanliga miljöer inom litteraturen. I England uppstod den gotiska romanen som använde sig av skräckeffekter och utspelade sig i just sådana miljöer. Återblickarna på det förslutna fick sitt uttryck i den historiska romanen. Genren grundades av Walter Scott på 1810-talet; han kom att skriva bland annat Ivanhoe och Quentin Durward. Man använde inte bara det förslutna; författarna drömde sig även bort till exotiska platser och barndomens hembygd. Barnets oskuld, drömmarnas värld och galenskapen blev också viktiga teman.

## Fotnoter
1. ↑  Hägg, Göran, Världens litteraturhistoria (Stockholm 2000) s. 422f.
2. 1 2  Bergsten & Elleström (2004), s. 67